# Catharina
Catharina of Catherina is een meisjesnaam van Griekse oorsprong en is afgeleid van het Griekse woord καθαρός (katharós), dat 'rein' of 'zuiver' betekent. Catherina kan dus vertaald worden als 'de reine, schone, zuivere'.

## Varianten

### Vrouwennamen
Caran, Carin, Carina, Carine, Cariene, Carlian, Catalijne, Catalina, Catalyne, Catarina, Catelijne, Cathalijne, Cathalina, Catharina, Catharine, Cathelijn, Cathelijne, Catherin, Catherina, Catherine, Cathie, Cathinca, Cathleen, Cathrien, Catharijn, Catharijne, Cathrijn, Cathy (Engels), Cato (Frans), Catootje, Catrien, Catriene, Catrina, Catrineke, Catriona (Iers, Schots), Catrijn, Ina, Ine, Ineke, Ini, Inke, Inne, Jekatarina, Kaat, Kaatje, Karen, Kari, Karianka (+Anna), Karianne (+Anna), Karien, Karijn, Karika, Karin, Karina, Karine, Katalin, Katarzyna, Kate, Katelijn, Katelijne, Katharina, Käthe,  Kathelyn, Kathleen, Kathy, Kati, Katinka, Katja, Katjuscka, Katleen, Katlijn, Kato, Katrien, Katrijn, Keetje, Kitty, Nienke, Nina, Nine, Nynke, Rina, Rineke, Rini, Thari, Tina, Tine, Tineke, Tinne, Tiny, Tirina, Toos, Trijn, Trijntje, Trine, Trinette, Tryn, Trynie, Trynke, Tryntje.

### Mannennamen
Catharinus.

## Bekende naamdraagsters

### Heiligen
- Catharina van Alexandrië (?-307), Egyptische heilige
- Catharina van Siena (1347-1380), Italiaanse heilige
- Catharina van Zweden (heilige) († 24 maart 1381)
- Catharina van Genua († 15 september 1510)
- Catharina Labouré († 31 december 1876)

### Koninklijk en adel
Duitsland
- Catharina Paulowna van Rusland (1788-1819), grootvorstin (prinses) van Rusland en koningin van Württemberg
- Henriëtte Catharina van Nassau (1637-1708), vorstin van Anhalt-Dessau (dochter van Frederik Hendrik)

Engeland (koningin)
- Catharina van Aragon (1485-1536)
- Catharina van Bragança (1638-1705)
- Catharina Howard (ca. 1520-1542)
- Catharina Parr (ca. 1512-1548)
- Catharina van Valois (1401-1437)

Frankrijk
- Catharina de' Medici (1519-1589), koningin van Frankrijk
- Catharina van Valois (1428-1446), hertogin van Bourgondië (vrouw van Karel de Stoute)

Nederland
- Catharina-Amalia der Nederlanden (2003), troonopvolgster Nederlandse monarchie (dochter van Willem-Alexander der Nederlanden)

Rusland
- Catharina I van Rusland (1684-1727), keizerin/tsarina van Rusland
- Catharina II van Rusland (1729-1796), 'de Grote', keizerin/tsarina van Rusland

### Bekende naamdraagsters
- Catharina van Rennes (1858-1940), Nederlandse componiste
- Karen Mulder (1968), Nederlands fotomodel
- Karin Bloemen (1960), Nederlandse cabaretière en zangeres
- Kate Bush (1958), Britse zangeres
- Katharine Hepburn (1907-2003), 'First Lady of American Cinema', Amerikaanse actrice
- Katie Holmes (1978), Amerikaanse actrice
- Kaat Tilley (1959), Vlaamse modeontwerpster
- Catherine Zeta-Jones (1969), Britse (Welshe) actrice
- Kristen Stewart (1990), Amerikaanse actrice
- Katie Sheridan, actrice
- Catherine Middleton (1982), gemalin van prins William, hertogin van Cambridge

## Fictieve naamdraagsters
- Katrien Duck, de eend waar de woerd Donald Duck verliefd op is
- Katrijn, de vrouw van Jan Klaassen in het poppenspel
- Kaat & co was een Vlaamse soapserie